# Pépiniériste viticole
Un pépiniériste viticole est un viticulteur qui s'est spécialisé dans le greffage et la multiplication des bois et plants de vigne pour les commercialiser auprès des autres professionnels de la viticulture.

## Origine
L'existence de cette profession date essentiellement de la crise du phylloxéra. Auparavant, la vigne se multipliait par simple bouturage et ne nécessitait pas de technicité particulière. Le besoin de greffer sur des pieds résistants va modifier les choses et des viticulteurs vont se spécialiser dans cette profession.

## Le marché de Carpentras

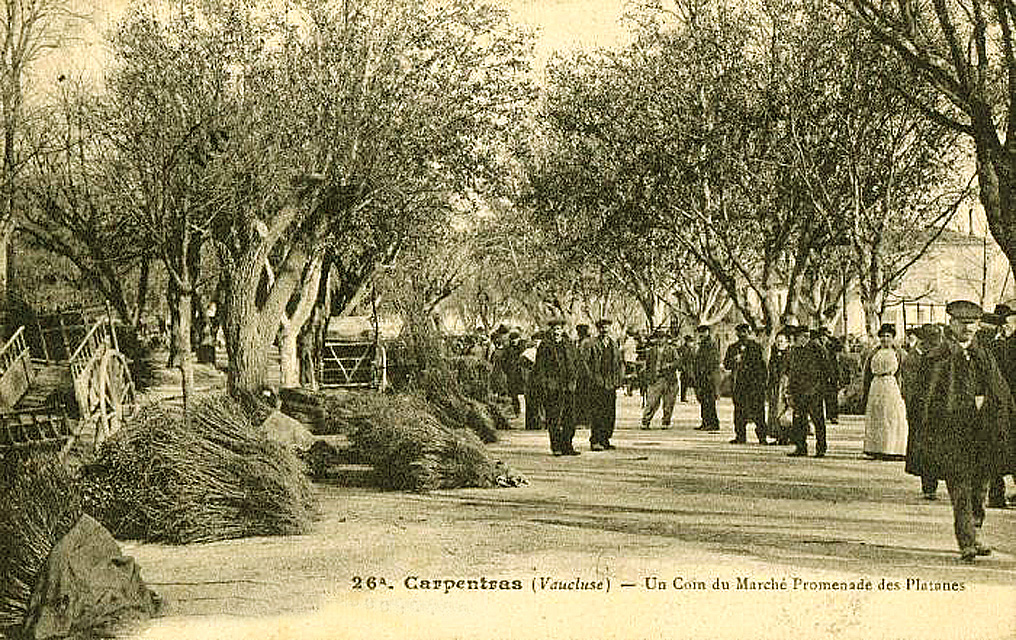
Marché aux bois et plants de vigne le vendredi sur l'allée des Platanes à Carpentras au début du XXe siècle

Toute la région sud du Ventoux s'ouvre rapidement à cette nouvelle technique. Pour la première fois au monde, un marché physique - avec présence du matériel végétal - se crée à la fin novembre, lors de la foire de la Saint-Siffrein à Carpentras. Les nouveaux pépiniéristes vont y faire fortune. C'est le cas de Paul et Émile Fenouil qui allient à la fois technicité et sens du commerce. Ils deviennent les maîtres du marché. Et la foire annuelle de la Saint-Siffrein devient le rendez-vous des chercheurs et multiplicateurs de bois et plants de vigne. Ce sont les Bonaventures, Couder, Richter et autres Berlandieri qui pour certains vont laisser leur nom à des variétés sélectionnées. Les frères Fenouil organisent le marché en créant, avant la Première Guerre mondiale, une bourse des cours qui cloture le marché hebdomadaire. Le premier marché physique se tenait à Carpentras tous les vendredis de novembre à mars sur les allées des Platanes. Face à son succès, il a dû être déplacé sur le parking du Marché-Gare.

## Filière française certifiée

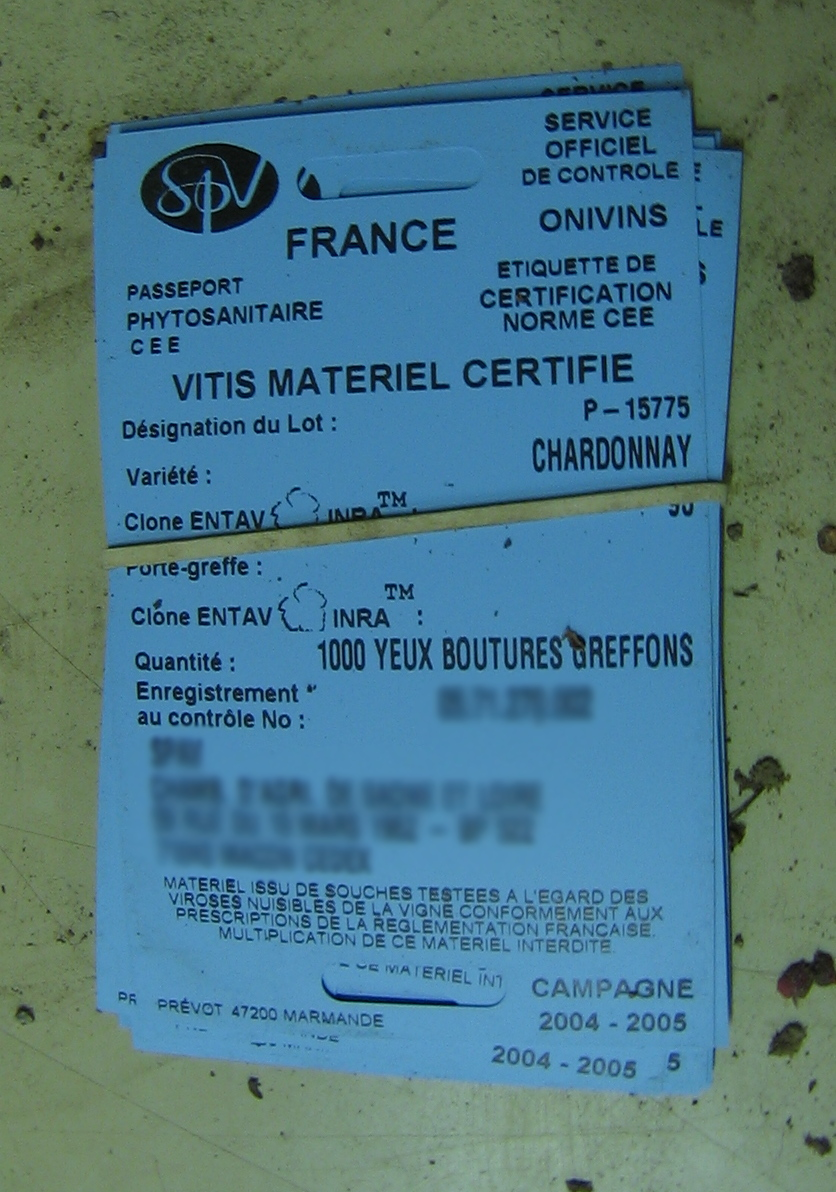
Étiquette de greffon certifié

La certification des bois et plants de vigne est basée sur la production de plants issus de clones testés vis-à-vis des viroses graves (court noué et enroulement). Ce qui permet d'éliminer les sources potentielles de contamination. Cette méthode permet de proposer aux professionnels des plants de qualité, tant au point de vue agronomique que sanitaire.
Ce contrôle est à la charge de FranceAgriMer, un établissement public, qui délivre la certification des bois et plants de vigne. Grâce à la mise en place de procédures de contrôles et la vérification de leur application, les viticulteurs ont la garantie du respect de la réglementation aux différentes étapes de la multiplication. Toutes les vignes mères font l'objet périodiquement de tests sanitaires depuis 1995, ce qui permet d'avoir un parc des vignes mères constitué de matériel clonal sain pour produire des plants de vigne certifiés.
Les contrôles sanitaires pour obtenir un matériel végétal exempt de tout problème comportent les tests ELISA (court-noué et enroulements) qui se font tous les dix ans ainsi qu'une prospection annuelle pour les maladies à phytoplasmes (flavescence dorée, bois noir) et recensement de tout autre problème éventuel (bactériose, surveillance des maladies du bois, etc.). Face au danger que représente depuis quelques décennies la flavescence dorée, face à un avéré, la parcelle est immédiatement mise en quarantaine pendant deux ans et son matériel végétal est soit détruit soit traité à l'eau chaude (50 °C) pendant 45 minutes

## Opérations de multiplication

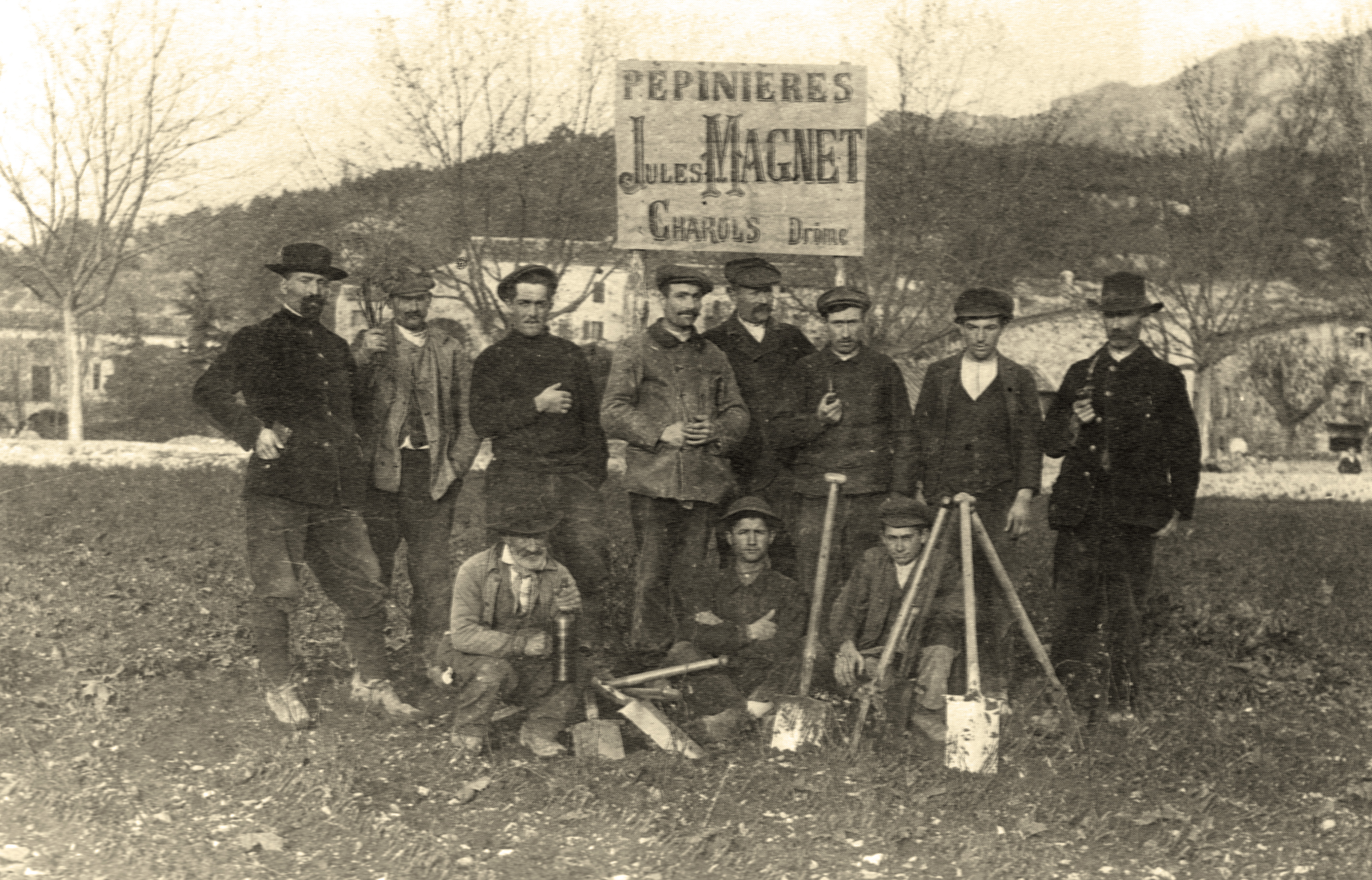
Pépinière viticole Jules Magnet en 1904

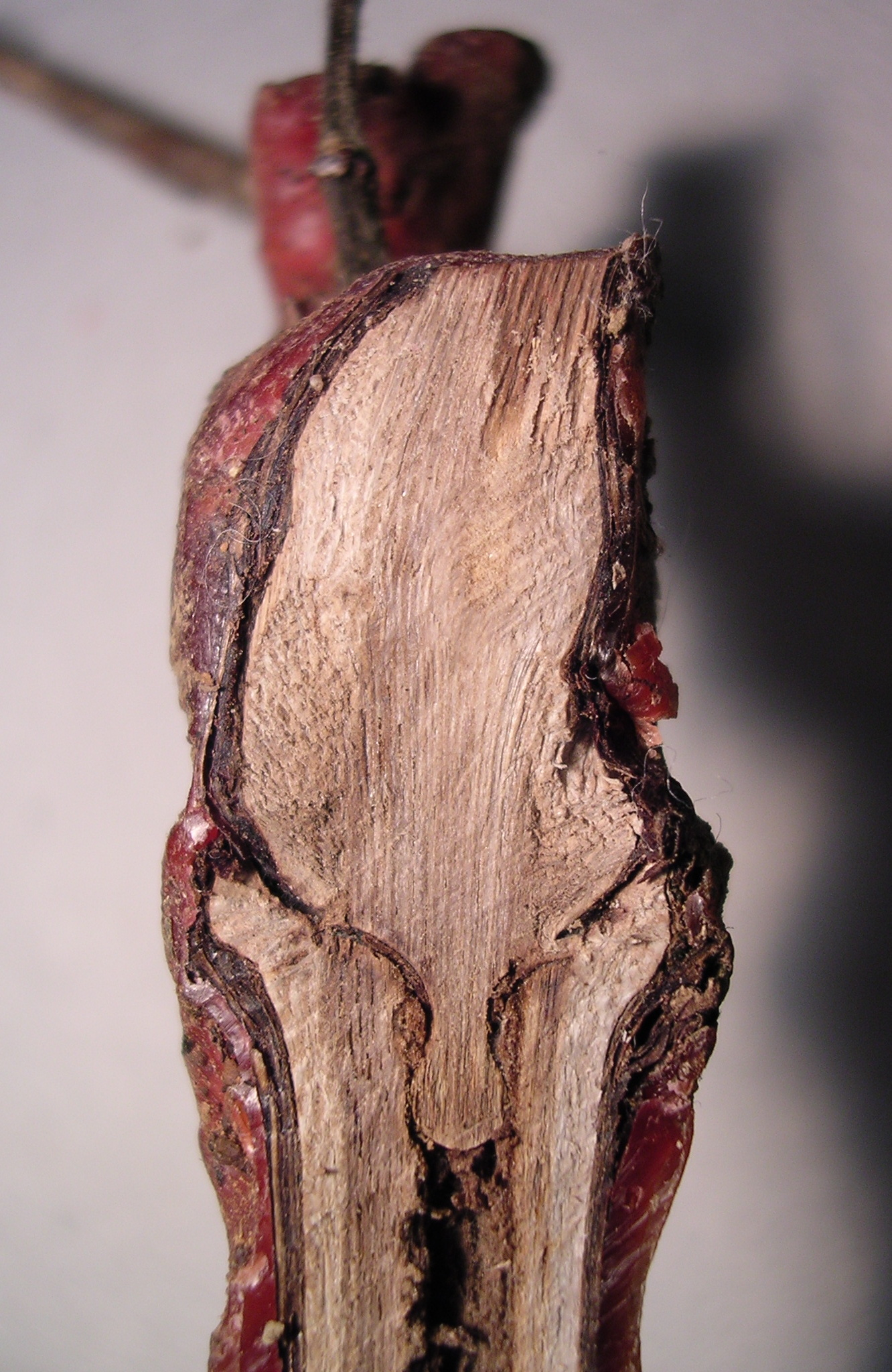
Greffe oméga
(Plant de vigne)

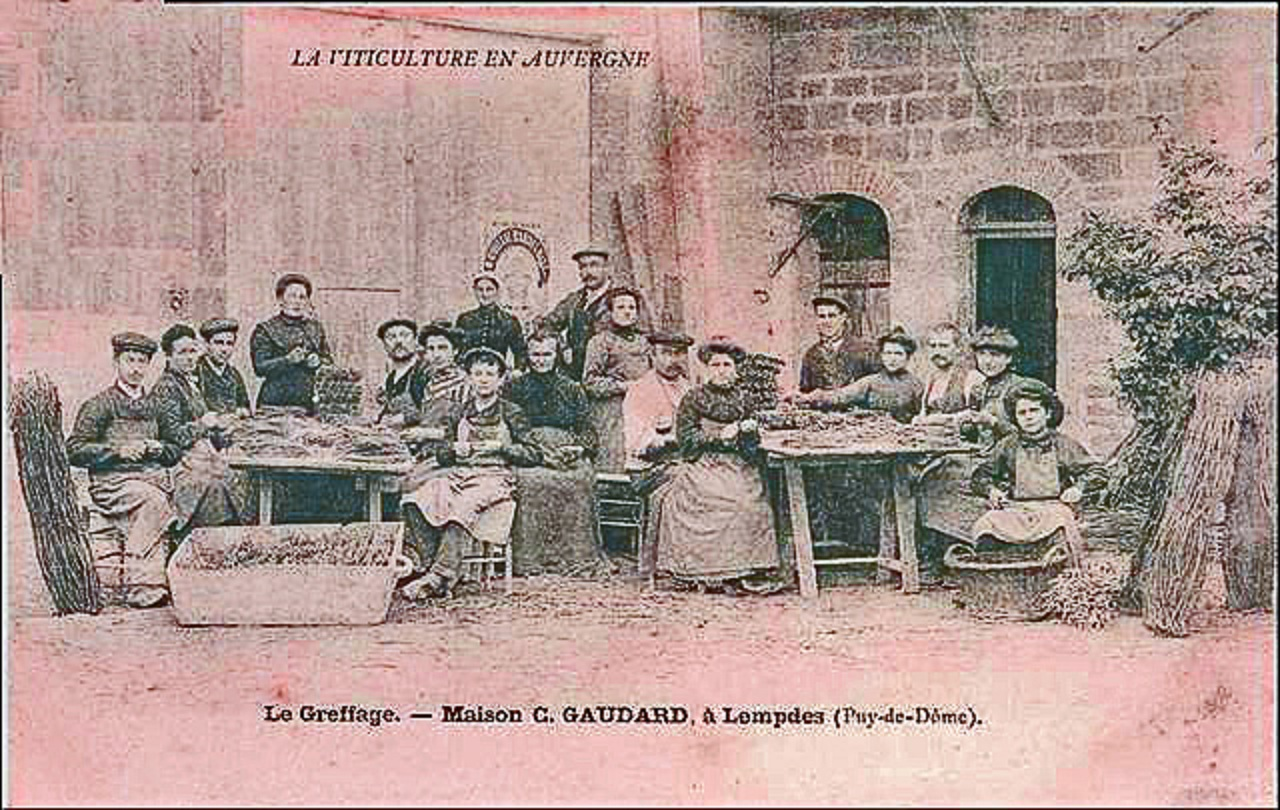
Greffage des plants de vigne chez G. Gaudard à Lempdes

Comme tous les végétaux, la vigne peut être multipliée par semis, bouture ou greffage. Dans les faits, la nécessité de greffer sur la grande majorité des terrains a encouragé les pépiniéristes à unifier le processus.
Les sarments de porte-greffe sont coupés pendant l'hiver à environ 30 cm de longueur, ceux des greffons à quelques cm. Ils sont ensuite assemblés sur table en atelier par une greffe en oméga. Ce mode de greffe ne nécessite pas de ligature et permet un rythme très rapide de greffage. Les points de greffe sont trempés dans une cire aseptisante et étanche à l'air. Les assemblages sont ensuite mis à cicatriser dans des récipients le plus souvent comblés de sable humide dans une étuve. Cette opération permet la formation du cal de soudure en quelques jours seulement. 
Après cicatrisation du point de greffe, les jeunes plants sont plantés à partir du mois de février. Certains en petits pots individuels conservés en serre serviront à fournir les demandes de plantation de l'année en cours, de mai à novembre. Les autres plants sont plantés en pépinière en pleine terre. Ils vont raciner pendant une année et seront déterrés un an plus tard. Vendus en racine nue, ils seront plantés rapidement après leur achat, de février à avril.